# Liste d'œuvres de Bertrand Russell
Cet article présente une liste non-exhaustive de l'œuvre du philosophe et logicien britannique Bertrand Russell. La catégorie correspondante regroupe les titres qui font déjà l'objet d'un article détaillé.
Russell est l'auteur de plus de soixante livres et deux mille articles. Il a de plus écrit de nombreux pamphlets, préfaces et lettres. L'ensemble de ses écrits est rassemblé dans les Collected Papers of Bertrand Russell dont l'Université McMaster a débuté la publication en 1968. En novembre 2022, une vingtaine sur trente-quatre volumes sont publiés. De plus, une bibliographie en trois volumes catalogue l'ensemble de ses publications. The Russell Archives, tenues par le département des archives de l'Université McMaster, possèdent plus de 40 000 lettres de Bertrand Russell.
Son œuvre est récompensée prix Nobel de littérature en 1950, « en reconnaissance des divers écrits, toujours de premier plan, qui le posent en champion des idéaux humanistes et de la liberté de pensée ».
Pour un exposé chronologique de ses publications et les traductions françaises correspondantes, se référer au tableau chronologique et à la bibliographie de Vernant, Bertrand Russell (2003).

## Œuvre triée par ordre chronologique

### 1872 - 1914
- German Social Democracy, Longmans, Green, 1896
- Essai sur les fondements de la géométrie (An Essay on the Foundations of Geometry, Cambridge University Press, 1897), trad. Cadenat, 1901
- La Philosophie de Leibniz : Exposé Critique (A Critical Exposition of the Philosophy of Leibniz, Cambridge University Press, 1900), trad. J. Ray et R. Ray, 1908
- Les Principes des Mathématiques in Écrits de logique philosophique, PUF, 1989 (The Principles of Mathematics, Cambridge University Press, 1903), trad. Jean-Michel Roy
- De la dénotation in Écrits de logique philosophique, PUF, 1989 (On Denoting, Cambridge University Press, 1905), trad. Jean-Michel Roy
- Essais philosophiques, PUF, 1997 (Philosophical Essays, Longmans, Green, 1910), trad. François Clémentz et Jean-Pierre Cometti  (ISBN 2-13-048250-3)
- Principia Mathematica, Cambridge University Press., 1910-1913en collaboration avec A. N. Whitehead
- Problèmes de philosophie, Payot, 1989 (The Problems of Philosophy, Williams & Norgate, 1912), trad. François Rivenc  (ISBN 2-228-88172-4)
- Théorie de la connaissance, le manuscrit de 1913 (Theory of Knowledge, 1913), trad. Jean-Michel Roy  (ISBN 2-7116-1536-7)manuscrit inédit publié en 1984 (Collected Papers, vol. 7)
- La Méthode scientifique en philosophie : Notre connaissance du monde extérieur, Payot & Rivages, coll. « Petite biblio », 2018 (Our Knowledge of the External World as a Field for Scientific Method in Philosophy, 1914)  (ISBN 978-2-228-89529-3)

### 1915 - 1944
- Principes de reconstruction sociale, Presses de l'Université Laval, 2008 (Principles of Social Reconstruction, Allen & Unwin, 1916), trad. Normand Baillargeon  (ISBN 978-2-7637-8485-4)
- Justice in War-time, 1916
- Idéaux politiques, Écosociété, 2016 (Political Ideals, Open Court, 1917), trad. Normand Baillargeon et Chantal Santerre
- Mysticisme et logique, Vrin, 2007 (Mysticism and Logic and Other Essays, Allen & Unwin, 1917), trad. Denis Vernant
- Bertrand Russell, Pourquoi je ne suis pas chrétien, Lux, Montréal, 2011. Introduction et bibliographie par Normand Baillargeon.
- Le monde qui pourrait être, Lux, 2014 (Roads to Freedom: Socialism, Anarchism, and Syndicalism, Allen & Unwin, 1918), trad. Maurice de Cheveigné
- Introduction à la philosophie mathématique, Payot, 1952 (Introduction to Mathematical Philosophy, Allen & Unwin, 1919), trad. G. Moreau
- Pratique et théorie du bolchévisme, Éditions du Croquant, 2014 (The Practice and Theory of Bolshevism, Allen & Unwin, 1920), trad. Normand Baillargeon et Jean Bricmont
- Analyse de l'esprit, Payot, 2006 (The Analysis of Mind, Allen & Unwin, 1921), trad. M. Lefebvre
- The Problem of China, Allen & Unwin, 1922
- The Prospects of Industrial Civilization, Allen & Unwin, 1923en collaboration avec Dora Russell
- The ABC of Atoms, Kegan Paul, Trench, Trubner, 1923
- Dédale & Icare, Allia, 2015 (Icarus, or the Future of Science, Kegan Paul, Trench, Trubner, 1924), trad. J. Haldane  (ISBN 978-2-84485-977-8)
- ABC de la relativité, 1965 (The ABC of Relativity, Kegan Paul, Trench, Trubner)
- On Education, Especially in Early Childhood, Allen & Unwin, 1926
- L'analyse de la matière, Payot, 1965 (The Analysis of Matter, Kegan Paul, Trench, Trubner, 1927), trad. Philippe Devaux
- Why I Am Not a Christian, Watts, 1927
- An Outline of Philosophy, Allen & Unwin, 1927
- Bertrand Russell et Normand Baillargeon (introduction) (trad.  E. de Clermont-Tonnerre), Québec, PUL, 2007, 197 p.  (ISBN 978-2-7637-8485-4), « Introduction
- Selected Papers of Bertrand Russell, Modern Library, 1927
- Essais sceptiques, 2011 (Sceptical Essays, Allen & Unwin, 1928), trad. André Bernard
- Le mariage et la morale, édition Les Belles Lettres, 1997 (Marriage and Morals, Allen & Unwin, 1929), trad. Gabriel Beauroy et Guy Le Clech
- La conquête du bonheur, 2001 (The Conquest of Happiness, Allen & Unwin, 1930), trad. Nina Rabinot
- L'esprit scientifique et la science dans le monde moderne, 1947 (The Scientific Outlook, Allen & Unwin, 1931), trad. Samuel Jankélévitch
- Education and the Social Order, Allen & Unwin, 1932
- Éloge de l'oisiveté, Allia, 2017 (In Praise of Idleness, Allen & Unwin, 1932), trad. Michel Parmentier  (ISBN 2-84485-083-9)
- Freedom and Organization, 1814–1914, Allen & Unwin, 1934
- Science et Religion, Gallimard, 1990 (Religion and Science, Thornton Butterworth, 1935), trad. Phillippe Mantoux  (ISBN 978-2-07-032517-7)
- Which Way to Peace?, Jonathan Cape, 1936
- The Amberley Papers: The Letters and Diaries of Lord and Lady Amberley, Hogarth Press, 1937en collaboration avec Patricia Russell
- Power: A New Social Analysis, Allen & Unwin, 1938
- Signification et Vérité, Flammarion, Bibliothèque de philosophie scientifique, 1959 (An Inquiry into Meaning and Truth, W. W. Norton & Company, 1940), trad. Philippe Devaux  (ISBN 2-08-081229-7)
- De la fumisterie intellectuelle, L'Herne, 2013 (An Outline of Intellectual Rubbish, Haldeman-Julius publications, 1943), trad. Myriam Dennehy

### 1945 - 1969
- Histoire de la philosophie occidentale, Les belles lettres, 2011 (A History of Western Philosophy and Its Connection with Political and Social Circumstances from the Earliest Times to the Present Day, Simon & Schuster, 1946), trad. Helène Kern
- La Connaissance humaine, Vrin, 2011 (Human Knowledge: Its Scope and Limits, 1948), trad. Nadine Lavand
- Authority and the Individual, Allen & Unwin, 1949
- Unpopular Essays, Allen & Unwin, 1950 ; trad. fr. Essais impopulaires, Paris, Les Belles Lettres, coll. Le goût des idées, trad. fr. Bernard Kreise, 224 p., 2024  (ISBN 978-2251456324)
- Les dernières chances de l'homme, Horay, 1952 (New Hopes for a Changing World, Allen & Unwin, 1951), trad. Marcel Péju
- Science, puissance, violence, La Baconnière, 1954 (The Impact of Science on Society, Allen & Unwin, 1952), trad. William Perrenoud. L'impact de la science - Promesses et périls, Trad. William Perrenoud, révision de la traduction, Introduction, notes et bibliographie par Normand Baillargeon et Chantal Santerre, La Baconnière, 2023.
- Satan dans les faubourgs, Mercure de France, 1965 (Satan in the Suburbs and Other Stories, Allen & Unwin, 1953), trad. Marcelle Sibon
- L'alphabet du bon citoyen, Allia (The good citizen's alphabet, Gaberbocchus Press, 1953), trad. Lionel Menasché  (ISBN 978-2-84485-396-7)
- Éthique et politique, Payot, 2014 (Human Society in Ethics and Politics, Allen & Unwin, 1954), trad. Christian Jeanmougin  (ISBN 978-2-228-91033-0)
- Nightmares of Eminent Persons and Other Stories, Allen & Unwin, 1954
- Pourquoi je ne suis pas communiste (Why I am Not a Communist, 1956)
- Portraits from Memory and Other Essays, 1956
- Logic and Knowledge: Essays 1901–1950, Allen & Unwin, 1956
- Understanding History and Other Essays, Philosophical Library, 1957
- Common Sense and Nuclear Warfare, Allen & Unwin, 1958
- Histoire de mes idées philosophiques, Gallimard, 1961 (My Philosophical Development, Allen & Unwin, 1959), trad. Georges Auclair  (ISBN 978-2-07-071474-2)
- Wisdom of the West, Macdonald, 1959
- Ma conception du monde (Bertrand Russell Speaks His Mind, World Publishing Company, 1960)
- The Basic Writings of Bertrand Russell, Allen & Unwin, 1961
- Fact and Fiction, 1961
- L'Homme survivra-t-il ?, Edition John Didier, 1963 (Has Man a Future?, Allen & Unwin, 1961), trad. Yves Massip
- History of the World in Epitome: For use in Martian infant schools, Gaberbocchus, 1962
- Essays in Skepticism, Philosophical Library, 1963
- Unarmed Victory, Allen & Unwin, 1963
- On the Philosophy of Science, Bobbs-Merrill Company, 1965
- Russell's Peace Appeals, Eichosha's New Current Books, 1967
- War Crimes in Vietnam, Allen & Unwin, 1967
- 1967-1969, The Autobiography of Bertrand Russell, 3 vol.
  - 1967, The Autobiography of Bertrand Russell 1 (1872-1914), Londres, Allen & Unwin (trad.  par Michel Berveiller, Bertrand Russell. Autobiographie (1872-1914), Paris, Stock, 1967).
  - 1968, The Autobiography of Bertrand Russell 2 (1914-1944), Londres, Allen & Unwin (trad.  par Michel Berveiller, Bertrand Russell. Autobiographie (1914-1944), Paris, Stock, 1969).
  - 1969, The Autobiography of Bertrand Russell 3 (1944-1967), Londres, Allen & Unwin (trad.  par Antoinette et Michel Berveiller, Bertrand Russell. Autobiographie (1944-1967), Paris, Stock, 1970).
- L'art de philosopher, PUL, 2005 (The Art of Philosophizing, and Other Essays, Allen & Unwin, 1968), trad. Michel Parmentier  (ISBN 2-7637-8203-5)initialement en 1942 sous les titres How To Become a Philosopher, How To Become a Logician, et How To Become a Mathematician
- Dear Bertrand Russell... A Selection of his Correspondence with the General Public 1950–1968, Allen & Unwin, 1969
- Le pacifisme et la révolution : écrits politiques (1914-1918), Agone, 2014 (), trad. Claire Habart et Olivier Esteves  (ISBN 978-2-7489-0209-9)
- Bertrand Russell, Écrits sur l'éducation, (trad.  et introduction Normand Baillargeon, Chantal Santerre), Montréal, Écosociété, 2019  (ISBN 289719488X)
- Bertrand Russell, Idéaux politiques, Écosociété, Montréal, 2016. Introduction, traduction, notes et bibliographie par Normand Baillargeon et Chantal Santerre